# 鍘刀車門

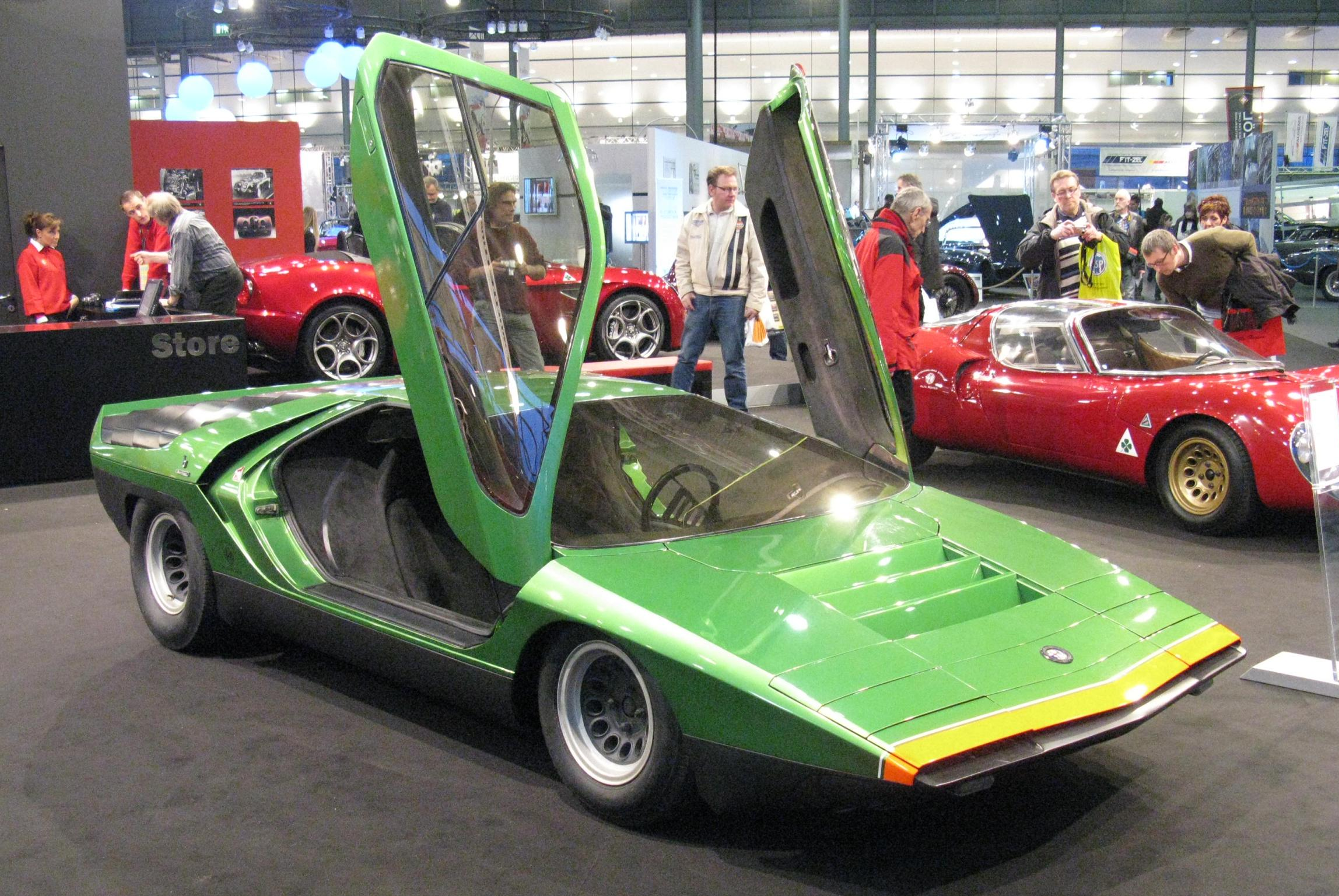
愛快羅密歐Carabo

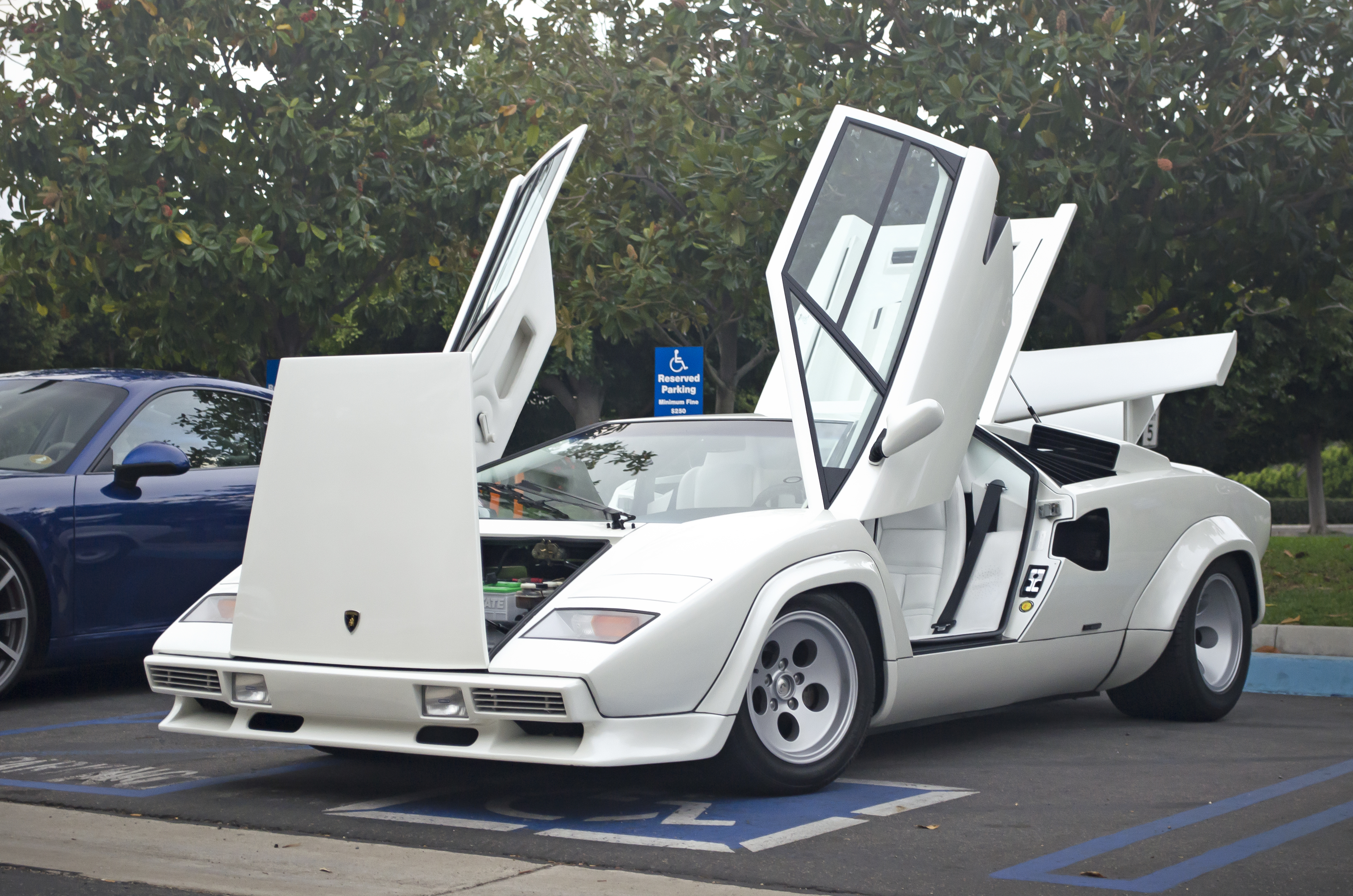
林寶堅尼Countach

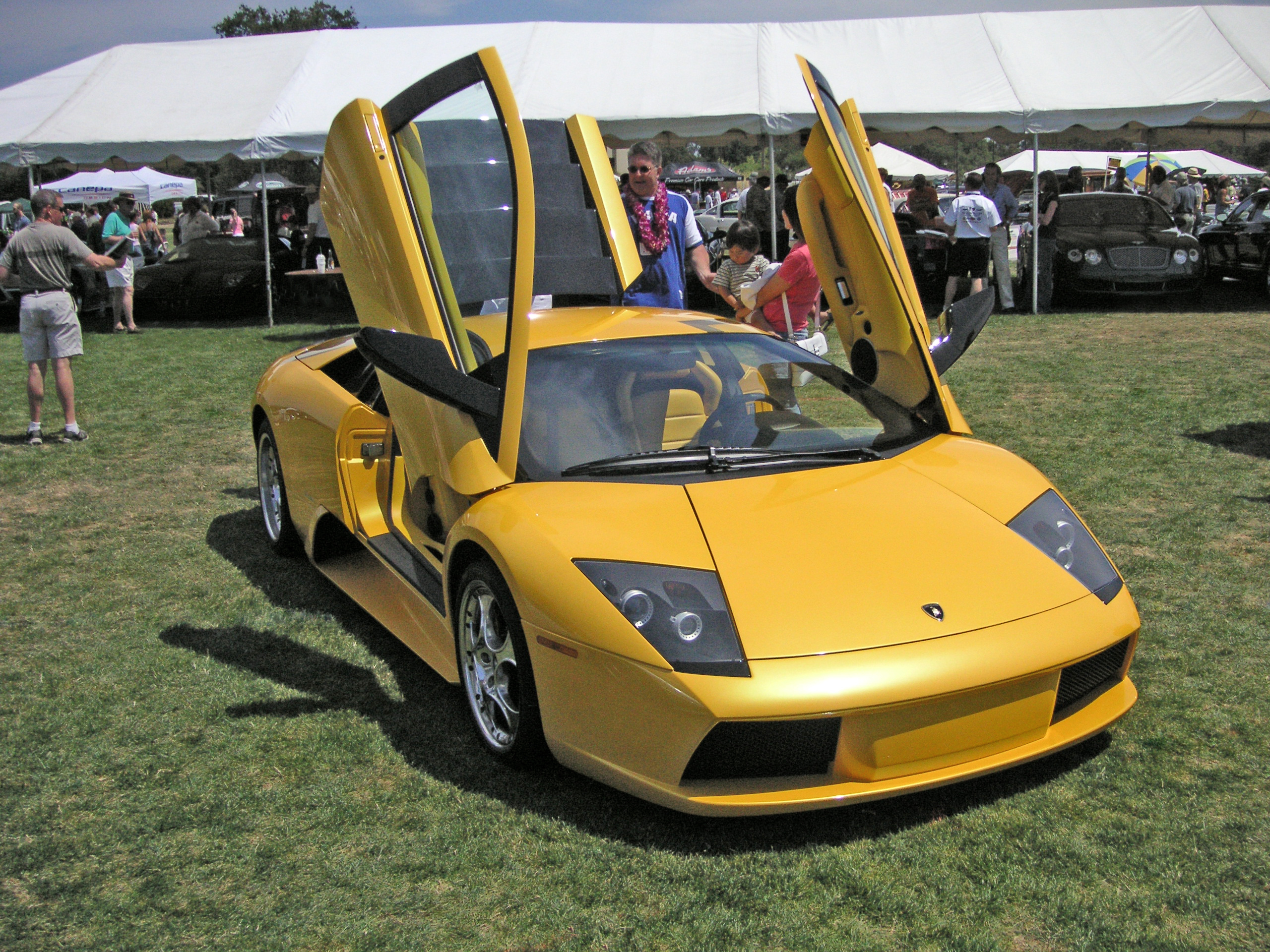
2001年林寶堅尼Murciélago

鍘刀式車門即原屬於超級跑車車門的一種樣式。將車門開啟後，呈現出鍘刀展開的樣貌而得名。首部配置鍘刀式車門的汽車是1968年面世，由意大利設計師馬塞羅·甘迪尼設計的概念車愛快羅密歐Carabo。首部使用此設計的量產車則同由甘迪尼設計，1970年代開始生產的林寶堅尼Countach。及後，所有V12引擎的林寶堅尼「大牛」都會標配這種車門，成為品牌的特色之一。

## 概述
固定車門的活動機件置身於車體A柱部位，從下方往上方開啟車門後，使乘坐人員得以順利進出。

## 外部連結
- 兰博基尼汽車公司 （Automobili Lamborghini S.p.A.） （页面存档备份，存于）